# Bahnhof Nordhausen
Der Bahnhof Nordhausen (lokal auch als Hauptbahnhof bezeichnet) ist ein Eisenbahnknotenpunkt in Nordthüringen und der wichtigste Bahnhof der Stadt Nordhausen. Er liegt südlich des Stadtzentrums im Tal der Zorge.

## Geschichte
Die erste Eisenbahn erreichte Nordhausen am 10. Juli 1866 mit der Eröffnung der Bahnstrecke nach Halle, die schon am 9. Juli 1867 nach Westen bis Eichenberg verlängert wurde. 1869 kamen Verbindungen in Richtung Northeim (Südharzstrecke) und über Straußfurt nach Erfurt hinzu. Die 1897 eröffnete schmalspurige Harzquerbahn nach Wernigerode komplettiert das entstandene Netz; sie beginnt am Bahnhof Nordhausen Nord an der Nordseite des Bahnhofs. Im Kursbuch 1991 der Deutschen Reichsbahn war die Entfernung zwischen den Bahnhöfen Nordhausen und Nordhausen Nord mit 300 Metern angegeben. Die gleichfalls meterspurige Straßenbahn Nordhausen ist eine Verbindung zu den meisten Stadtteilen; seit 2004 bestehen teilweise durchgehende Kurse.
Zwischen 1867 und 1869 entstand ein repräsentatives Empfangsgebäude mit Speisesaal und Warteräumen, das im Laufe der Jahre oft erweitert beziehungsweise umgebaut wurde. 1880 wurden Bahnsteigüberdachungen sowie die erste Unterführung zu den Bahnsteigen gebaut.
1994 wurde der Bahnhof elektrifiziert. Er ist auch im Ost-West-Güterverkehr von Bedeutung; deshalb befindet sich östlich des Personenbahnhofs ein großer Güterbahnhof.
1997/98 begannen umfangreiche Rekonstruktions- und Umbauarbeiten am Bahnhofsgebäude sowie später auch auf dem Bahnhofsvorplatz.

## Bahnsteige

Gleisplan des Bahnhofs Nordhausen

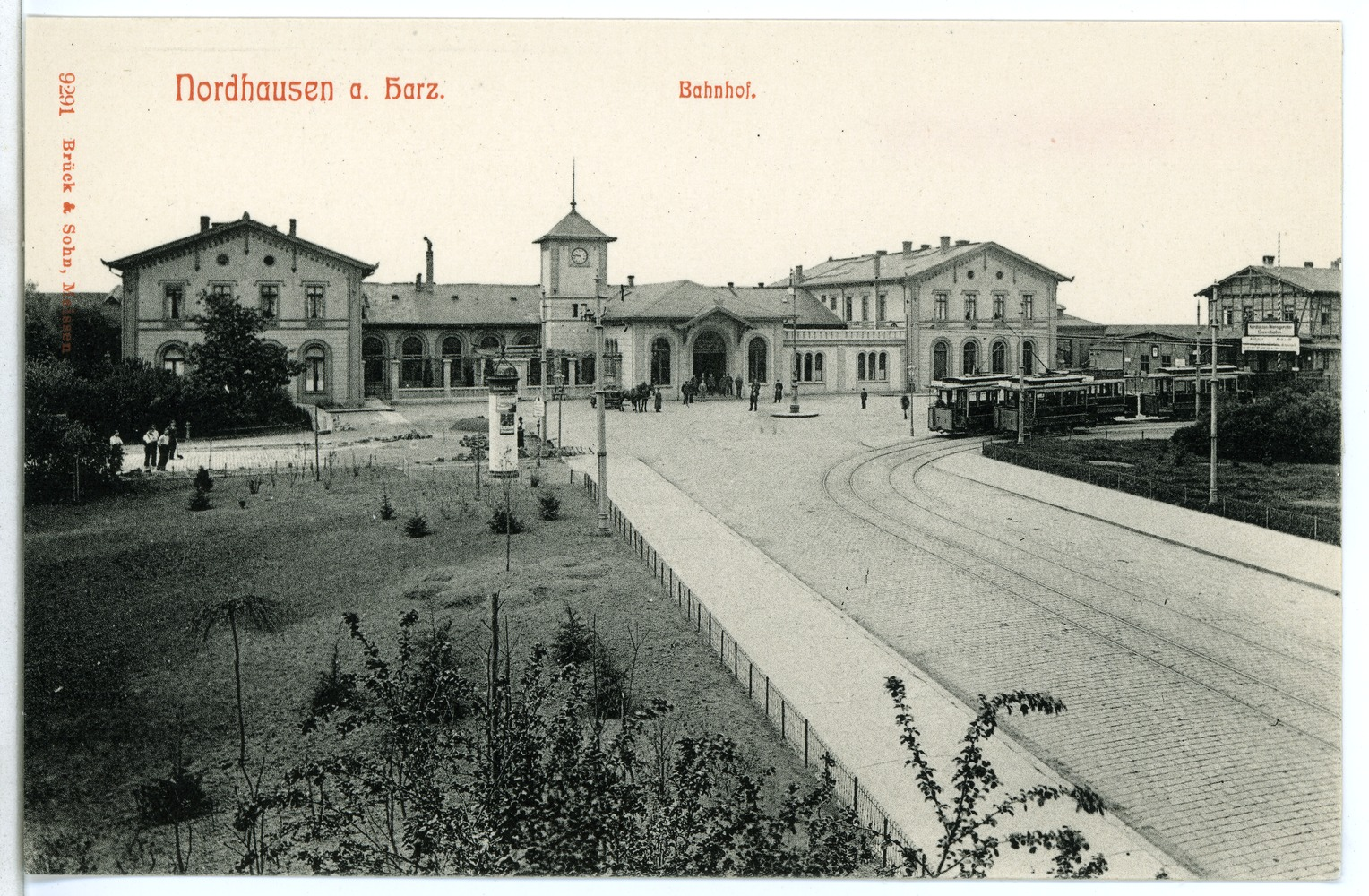
Bahnhof Nordhausen, 1907

Alle Bahnsteige sind stufenfrei erreichbar, u. a. durch Aufzugsanlagen. Zusätzlich sind die Bahnsteige über Treppen zu erreichen.
| Gleis | Länge in m | Höhe in cm |
| ----- | ---------- | ---------- |
| 1     | 155        | 55         |
| 1a    | 146        | 55         |
| 2     | 143,7      | 55         |
| 2a    | 156,8      | 55         |
| 2n    | 100        | 30         |
| 3     | 212,5      | 55         |

## Verkehrsanbindung
Im Fahrplanjahr 2023/2024 halten folgende Linien am Bahnhof Nordhausen:
| Linie | Linienverlauf                                                                   | Takt (min)                                                                     | EVO             |
| ----- | ------------------------------------------------------------------------------- | ------------------------------------------------------------------------------ | --------------- |
| RE 8  | Halle – Sangerhausen – Berga-Kelbra – Nordhausen – Leinefelde                   | 120                                                                            | Abellio         |
| RE 9  | Halle – Sangerhausen – Nordhausen – Leinefelde – Kassel-Wilhelmshöhe            | 120                                                                            | Abellio         |
| RE 55 | Nordhausen – Wolkramshausen – Sondershausen – Straußfurt – Erfurt               | 120                                                                            | DB Regio Südost |
| RE 56 | Nordhausen – Wolkramshausen – Sondershausen – Straußfurt – Erfurt               | 120                                                                            | DB Regio Südost |
| RB 57 | Sangerhausen – Nordhausen – Wolkramshausen – Leinefelde – Heilbad Heiligenstadt | einzelne Züge (Sangerhausen–Nordhausen) 120 (Nordhausen–Heilbad Heiligenstadt) | Abellio         |
| RB 80 | Nordhausen – Walkenried – Herzberg – Northeim – Göttingen                       | 120                                                                            | DB RegioNord    |
| RB 81 | Nordhausen – Walkenried – Herzberg – Northeim – Bodenfelde                      | 120                                                                            | DB Regio Nord   |
| HSB   | Nordhausen Nord – Ilfeld – Eisfelder Talmühle – Drei Annen Hohne                | einzelne Züge                                                                  | HSB             |
| 1     | Krankenhaus – Rathaus/Kornmarkt – Bahnhofsplatz                                 | 015 (Mo–Fr) 030 (Sa–So)                                                        | HSB             |
| 10    | Krankenhaus – Bahnhofsplatz – Niedersachswerfen Ost – Ilfeld Neanderklinik      | 060 (Mo–Fr) 120 (Sa–So)                                                        | HSB             |